# ラヴ.エンジェル.ミュージック.ベイビー.
『ラヴ.エンジェル.ミュージック.ベイビー.』（Love. Angel. Music. Baby., 略称：L.A.M.B. ）は2004年11月にインタースコープ・レコードからリリースされた、アメリカ合衆国のポップ/ロック歌手のグウェン・ステファニーのソロデビューアルバム。

## 解説
当初このアルバムはノー・ダウトのリーダーとしての小さなサイドプロジェクトだったが、非常に多くのアーティストとのコラボレーションを果たし、多くのプロデューサーに支えられた大きなプロダクションになってしまった。
このアルバムは1980年代に録音されたときの最新版としてデザインされ、初期のマドンナやニュー・オーダー、ザ・キュアー、シンディー・ローパー、デペッシュ・モード、リサ・リサ&カルト・ジャム、デビー・デブ、クラブ・ヌーヴォー等といったアーティストに影響されて制作した。多くの歌はファッションと富に焦点を当てており、アルバム収録曲のひとつである「原宿ガールズ」では、東京にある、若者ファッショントレンドの街原宿をステファニーが解釈したダンスを4人のバックダンサー（原宿ガールズ）が体現している。
リリースされたアルバムに対する評価はさまざまで、他のアーティストとコラボレーションの多さや、歌詞が表面的なものであるといった点は批判を受けた。このアルバムからは6枚のシングルがリリースされ、いずれも大ヒットし、いくつかの国からはゴールドディスクが与えられ、ステファニーも2005年と2006年のグラミー賞においていくつかの部門でノミネートされた。

## 収録曲
| #  | 曲名                                                            | 作曲・作詞者 | プロデューサー                 | 長さ |
| -- | --------------------------------------------------------------- | --- | ------------------------------ | ---- |
| 1  | ホワット・ユー・ウェイティング・フォー? "What You Waiting For?" | ステファニー、リンダ・ペリー | ネリー・フーパー               | 3:41 |
| 2  | "Rich Girl" (featuring Eve)                                     | ステファニー, イヴ, ドクター・ドレー, カーラ・ディオガルディ, シャンタール・クレヴィアジック, Mark Batson, Jerry Bock, Mike Elizondo, Sheldon Harnick | ドクター・ドレー               | 3:56 |
| 3  | "Hollaback Girl"                                                | ステファニー, ファレル・ウィリアムス | ザ・ネプチューンズ             | 3:20 |
| 4  | "Cool"                                                          | ステファニー, Dallas Austin | Austin                         | 3:09 |
| 5  | "Bubble Pop Electric" (featuring Johnny Vulture)                | ステファニ, André Benjamin | Benjamin                       | 3:42 |
| 6  | "Luxurious"                                                     | ステファニー, O'Kelly Isley, Rudolph Isley, Vernon Isley, Marvin Isley, クリス・ジャスパー, トニー・カナル                                            | ネリー・フーパー、カナル       | 4:25 |
| 7  | "Harajuku Girls"                                                | ステファニ, Bobby Avila, I.J. Avila, ジミー・ジャム, テリー・ルイス, James Wright                                                                     | ジミー・ジャム、テリー・ルイス | 4:51 |
| 8  | "Crash"                                                         | ステファニー、カナル | カナル                         | 4:06 |
| 9  | "The Real Thing"                                                | ステファニー、ペリー | ネリー・フーパー               | 4:11 |
| 10 | "Serious"                                                       | ステファニー、カナル | カナル                         | 4:48 |
| 11 | "Danger Zone"                                                   | ステファニ, Austin,ペリー | Austin, ネリー・フーパー       | 3:36 |
| 12 | "Long Way to Go" (グウェン・ステファニ&アンドレ3000)            | ステファニ, André Benjamin | Benjamin                       | 4:34 |

インターナショナル版ボーナストラック
- "The Real Thing" (Wendy And Lisa Flow Jam Mix) – 3:35

イギリス・日本版ボーナストラック
- "What You Waiting For?" (Elevator Mix) – 4:06

ボーナスCD
1. "What You Waiting For?" (Jacques Lu Cont TWD Mix) – 8:04
2. "What You Waiting For?" (Jacques Lu Cont TWD Dub) – 8:21
3. "What You Waiting For?" (Live) – 3:43
4. "Harajuku Girls" (Live) – 4:37
5. "Hollaback Girl" (Hollatronix Remix By Diplo) – 2:45
6. "Cool" (Photek Remix) – 5:49
7. "Hollaback Girl" (Dance Hollaback Remix By Tony Kanal) – 6:52

12" Picture Disc
1枚の写真に表裏6曲ずつ収録曲のリストが掲載されている。
12" Vinyl Record
これらの曲のリストが2つのblack vinyl recordsからリリースされた。